# 가지산터널
가지산터널(加智山터널)은 울산광역시 울주군 상북면 궁근정리와 경상남도 밀양시 산내면 삼양리를 잇는 터널으로, 울산 ~ 밀양간 자동차 전용도로인 밀양대로와 울밀로를 구성한다. 길이는 울산 방향이 4,580m, 밀양 방향이 4,534m로 4.6km의 죽령터널 다음으로 긴 터널이면서, 배후령터널 다음으로 국도 최장 터널의 지위를 가지고 있다.
이 터널이 개통되기 전에 밀양과 울산 간을 이동할 때 석남령 고개를 이용해 이동했다. 석남령 고개는 석남터널을 통과하여 산을 완전히 타고 넘는 형태는 아니었음에도 불구하고, 가지산이 경상남도에서 몇 안 되는 해발 1,000m를 넘는 영남 알프스를 이루는 산이라는 점 등으로 인해 굉장히 험하고 경사 및 커브가 급했다. 이후 산내 ~ 상북간 도로건설공사를 통해 국도 제24호선을 확포장하게 되면서 2000년 6월 터널이 착공되어 사업비 약 2,600억 원이 투입된 끝에 2008년 3월 24일에 개통되었다..
터널 건설 당시에는 터널 인근에 위치한 봉우리의 이름인 '능동산'을 따서 능동터널이라 칭했으나, 밀양시 및 인근 주민들이 능동산 봉우리는 가지산의 끝자락에 위치하고 있어 외지인에게 생소한 반면 가지산은 울산과 경계를 이루고 있는데다 도립공원으로 등산객이 많아 지명도가 높은 만큼 터널 명을 "가지산터널"로 변경해야 한다고 주장하였으며, 이러한 여론이 수렴되어 2007년 12월에 가지산터널로 명칭을 변경했다.
2008년 3월 24일 터널 개통 당시에는 이 터널과 밀양 방면 연결 도로가 개통되지 않아 호박소터널 밀양 방향 출입구에서 밀양시 산내면 삼양리 남명검문소 얼음골로로 이어지는 임시 도로를 설치해 통행했다. 이후 2009년 12월 21일 얼음골 교차로까지 부분 개통하면서 임시 도로는 철거되었다.

## 같이 보기
- 호박소터널
- 인제터널
- 배후령터널
- 양북터널